# Ablaufplanung
Ablaufplanung ist in der Betriebswirtschaftslehre und beim Arbeitsstudium die Planung des Arbeitsablaufs in Unternehmen oder sonstigen Wirtschaftssubjekten.
Neben Unternehmen befassen sich auch Behörden oder sonstige Personenvereinigungen mit einer Ablaufplanung. Sie betrifft viele Arbeitsgebiete, die sich von der Fließbandfertigung mit der Maschinenbelegungsplanung bis hin zur Projektplanung erstrecken. Auch die Netzplantechnik beinhaltet Ablaufpläne, im Bauwesen übernimmt der Bauzeitenplan die Aufgabe der Ablaufplanung.
Wichtige Merkmale jeder Planung – und damit auch der Ablaufplanung – sind in der Betriebswirtschaftslehre Planungsgegenstand, Planungssubjekt, Planungsdaten und Planungshorizont. Planungsgegenstand sind die Arbeitsabläufe, Planungssubjekt ist der Entscheidungsträger, der die Ablaufplanung zu verantworten hat, Planungsdaten sind insbesondere die Arbeitszeit, Durchlaufzeit oder die künftig erforderliche Personal- und Gesamtkapazität. Der Planungshorizont wird im Regelfall ein Jahr sein.
Die Bedeutung der Ablaufplanung im Rahmen der betrieblichen Planungssysteme hat Erich Gutenberg bereits 1951 sehr klar herausgearbeitet: Die Ablaufplanung „bildet neben der Bereitstellungsplanung den zweiten Sektor der Vollzugsplanung. … Aus methodischen Gründen erscheint es jedoch angebracht, die Ablaufplanung mit ihren besonderen Aufgaben und Problemen als einen eigenen Teilbereich der Vollzugsplanung herauszustellen“.

## Umfang und Inhalt
Eine Ablaufplanung beginnt mit der betrieblichen Funktion der Beschaffung, erfasst die Lagerhaltung, Arbeitsvorbereitung und die Just-in-time-Produktion im Rahmen der Produktion, Finanzierung, Verwaltung und den Vertrieb. Die Ablaufplanung befasst sich mit den Arbeitsprozessen, Produktionsprozessen, Führungsprozessen und dem gesamten Geschäftsprozess. Ist die Ablaufplanung im Einproduktunternehmen noch relativ unkompliziert, muss sie in Mehrproduktunternehmen höchste Anforderungen erfüllen.
Sie muss insbesondere in der Produktionswirtschaft das Problem lösen, welcher Auftrag nach welchem Fertigungsverfahren auf welchen Maschinen zu welchem Zeitpunkt von welchen Arbeitskräften bearbeitet werden soll. Die Ablaufplanung beinhaltet nach REFA die zu einer Zielerreichung zu bewältigenden Aufgaben und deren Ablauffolge. In der Ablaufplanung legt man die Teilaufgaben fest, die Aufeinanderfolge von Ablaufabschnitten, die für eine zielgerichtete Aufgabendurchführung erforderlich sind. Die Verknüpfung der Ablaufabschnitte mit Zeitdauern bildet danach die Grundlage für einen Arbeitsplan. Dieser wiederum bildet die Grundlage der Terminplanung, wenn bei einer Auftragsbearbeitung aus den Zeitdauern Termine errechnet werden müssen.

## Ziele
Hauptziel der Ablaufplanung ist eine Kostensenkung der von der Gestaltung des Produktionsablaufs abhängigen Kosten. Das kann geschehen durch eine Minimierung der Durchlaufzeit, der Belegungszeit, der Wartezeit, der Zykluszeit und der Terminüberschreitung. Dabei ist die Zykluszeit die Zeitspanne zwischen einem Auftragseingang und dem Zugang des Fertigerzeugnisses zum Lagerbestand. Das Ergebnis der Ablaufplanung ist der Ablaufplan.

## Abgrenzungen
Manche Autoren setzen die Ablaufplanung mit der Maschinenbelegungsplanung gleich, letztere ist jedoch lediglich ein Teilaspekt der umfassenderen Ablaufplanung. Scheduling ist die Zuordnung von Produktionsfaktoren zu Aufgaben innerhalb eines bestimmten Zeitraums zur Erreichung des Unternehmensziels. Die Ablauf- und Planungsforschung wird im deutschsprachigen Bereich mit dem Anglizismus Operations Research umschrieben.